# Zkamenělý zámek (hradiště)
Zkamenělý zámek (též Starý Karlštejn) je archeologická lokalita východně od České Cikánky u Svratky v okrese Žďár nad Sázavou. V 19. století ji prozkoumal Karel Václav Adámek a jeho archeologické nálezy jsou uloženy v chrudimském muzeu. Místo, jemuž dominuje skalní srub tvořený rulami, bylo osídleno už v neolitu a v době halštatské a raném středověku zde existovalo hradiště.
Později byla lokalita využita na přelomu třináctého a čtrnáctého století, kdy zde existoval menší hrádek, z větší části dřevěný. Archeologické stopy osídlení jsou chráněny jako kulturní památka a nacházejí se na území přírodní památky Zkamenělý zámek.

## Historie
Lokalita byla objevena před rokem 1789. Roku 1868 ji navštívil František Zákrejs, který pak publikoval její plán a popis. V letech 1887, 1889 a 1890 ji zkoumal Karel Václav Adámek a jeho archeologické nálezy jsou uloženy v chrudimském muzeu. Většina jím nalezených předmětů pochází z přelomu třináctého a čtrnáctého století.
Nejstarší doklady o osídlení vrcholu kopce spadají do neolitu, konkrétně do šáreckého stupně kultury s lineární keramikou. Přítomnost jejích příslušníků v jinak neosídlené hornaté okolní krajině snad souvisela s výskytem nerostných surovin nebo existencí hypotetické spojnice území Čech a Moravy. První opevnění mohlo vzniknout v období slezskoplatěnické kultury během doby halštatské. Předpokládá se také existence hradiště v raném středověku.
K pravěkým nálezům patří sekeromlat, dvojice kamenných hrotů a úlomek jiného mlatu popsané Karlem Václavem Adámkem. Z mladšího období kultury s lineární keramikou pochází trojice keramických střepů z jedné nádoby s volutovým motivem, zlomek kopytového klínu a střep (hnědý a černý) jemné keramiky zdobené přesekávanými liniemi. Osídlení příslušníky slezskoplatěnické kultury dokládá čtveřice střepů z keramické hmoty s příměsí kaménků nebo slídy. Jeden z nich je ze spodní části nádoby a zdobí jej velké vrypy.
O vrcholně středověkém hradu se nezachovaly žádné písemné zprávy. Podle archeologických nálezů byl postaven ve druhé polovině třináctého století a zanikl nejpozději na začátku století čtrnáctého. Adámek se domníval, že se jednalo o pradávné opevnění při českomoravské hranici, které sloužilo jako občasný úkryt obyvatel z okolí ještě například za třicetileté války.Název Starý Karlštejn se začal používat až po vybudování zámku Karlštejn.
Nyní je zde les a přes vrchol Zkamenělého zámku vede modře značená turistická trasa z Českých Křižánek k zámku Karlštejn.

## Stavební podoba

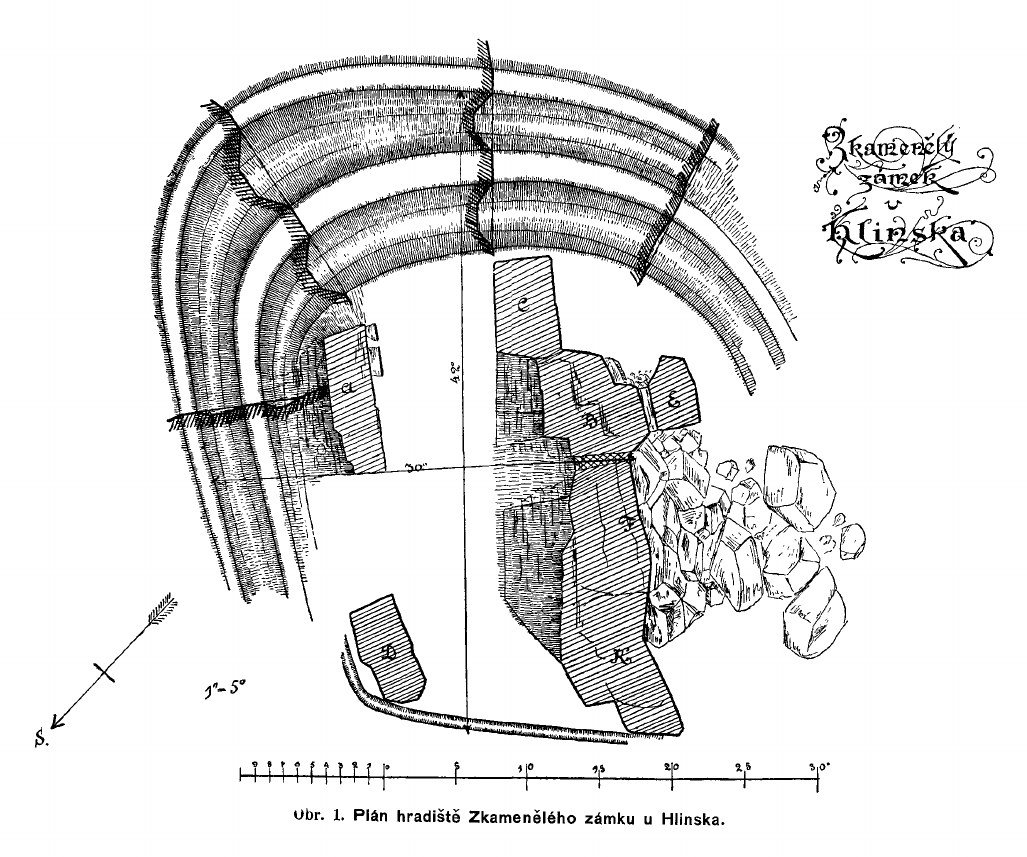
Půdorys hradiště podle Karla Václava Adámka

### Hradiště
Dominantou vrcholu kopce je skalní srub tvořený rulami. Nevelké hradiště mělo rozměry přibližně 55 × 85 metrů. Přístup k němu na severovýchodní a jihovýchodní straně chránila dvojice příkopů, které spolu se skalami vymezují vnitřní prostor s rozměry asi 15 × 50 metrů. Brána se nacházela nejspíše na jihu, kde je vnitřní příkop přerušen a dále pokračuje asi dvacet metrů k západu. Úzký prostor mezi příkopy má charakter valu. Skutečný nízký val z nasypaných kamenů se dochoval až na vnitřní straně druhého příkopu, kde uzavírá prostor mezi dvěma skalními útvary. Další mělký příkop se nachází u pat skalních útvarů na západní straně.

### Hrad
Jádrem hradu se stalo prostranství ohraničené několika skalními bloky, jejichž podoba se od středověku změnila v důsledku skalního řícení. Hradní zástavba byla postavena převážně ze dřeva a dřevěná stavba stála také na vrcholu nejvyššího skalního útvaru. Přístupnější jižní a východní stranu chránil zdvojený příkop a val.